# Roland Ekström
Roland Ekström   (Estocolm, 22 de maig de 1956) és un jugador d'escacs i backgammon suec i suís, que té el títol de Mestre Internacional d'escacs. Ha estat quatre cops campió d'escacs de Suïssa.

## Carrera en escacs
El 1972, va ser campió suec juvenil a Skellefteå. El 1980 va guanyar el campionat suec d'escacs ràpids a Estocolm. A la Rilton Cup d'Estocolm, va acabar segon la temporada 1981-82. El 1987 va guanyar el torneig de Banja Luka exaequo amb Krunoslav Hulak.
Ekström va guanyar quatre vegades el campionat suís d'escacs: 1988 a Silvaplana, 1999 a Grächen, 2001 a Scuol i 2008 a Samnaun. El 2008 també va guanyar el campionat suís d'escacs ràpids.
Amb la selecció sueca, va participar en la Copa Nòrdica d'escacs el 1975 i al Campionat d'Europa per equips el 1989.
Després d'haver viscut a Basilea durant molt de temps, Ekström va jugar repreentant Suïssa des del juliol de 1993. Amb la selecció suïssa, va competir als Campionats d'Europa per equips el 2001, 2007 i 2009, la Copa Mitropa el 1995, 1997, 2000, 2006, 2009 i 2013, el Campionat del Món per equips el 1997 així com a les Olimpíades d'escacs dels anys 1996, 1998, 2002 i 2010.

## Backgammon i pòquer
Com a jugador de backgammon, va ser campió suís el 1998, el 2000 i el 2005. Al pòquer, va quedar tercer al Limit Hold'em Freezout el gener de 2008 durant un torneig Winter Fun a Nova Gorica.